# Klapa Sinj
Klapa Sinj ist eine A-cappella-Männergesangsgruppe aus der kroatischen Stadt Sinj, die 1982 gegründet wurde.
Klapa Sinj setzt sich aus elf Mitgliedern zusammen. Erst vor einigen Jahren kamen neue junge Sänger zur Gruppe, die die Tradition der Klapa weiterführen. Das Hauptmerkmal des Klapa-Singens ist es, ohne Instrumente und vierstimmig ein Stück aufzuführen. 
Klapa Sinj hat sechs CDs mit hauptsächlich traditionellen Melodien herausgebracht, die typisch für Dalmatien sind, aber auch neue Texte geschrieben und für das A-cappella-Singen bearbeitet. Leiter der Gruppe ist Mojimir Čačija, der selbst in Klapa Sinj singt.
Themen und Inspirationen ihrer Lieder sind die Berge, der Fluss Cetina, das Ritterspiel Sinjska alka, die Madonna von Sinj (Gospa Sinjska) und andere.
Klapa Sinj erfreut sich großer Beliebtheit in und außerhalb Kroatiens. Klapa Sinj besuchte viele Länder Europas wie Italien, Deutschland, Ungarn, Slowenien, Spanien, Frankreich, die Schweiz, Tschechien, aber auch andere Kontinente wie Südafrika und Nordamerika.
Klapa Sinj erhielt zahlreiche Preise (Auswahl):          
- 17 Auszeichnungen auf dem Festival in Omiš (Kroatien)
- erster Preis auf dem internationalen Festival in Verona 1997
- zweiter Platz auf dem Festival in Prag 1998
- erster Platz auf dem internationalen A-cappella-Wettbewerb in Italien (Bozen/Bolzano 2002), an dem 65 andere Gruppen teilnahmen

In ihrer Geburtsstadt Sinj führt Klapa Sinj jährlich zwei Konzerte auf (zu Weihnachten und im Sommer).